# Marreca-parda
Marreca-parda (nome científico:Anas georgica) é uma ave da família Anatidae.

## Distribuição e habitat
Vive em lagos, açudes e banhados. Ocorre desde a Terra do Fogo (incluindo as Ilhas Geórgia do Sul, das quais se originam o nome da espécie) ao estado de São Paulo e, pelos Andes, até a Colômbia, além de populações isoladas no Nordeste. Sua população vem diminuindo consideravelmente na Região Sul do Brasil, em virtude da caça.
A espécie foi reconhecida como extinta no estado do Ceará em 2021.

## Subespécies
Possui três subespécies:
- Anas georgica georgica (Gmelin, 1789) - ocorre nas ilhas Geórgia do Sul.
- Anas georgica spinicauda (Vieillot, 1816) - ocorre do sul da Colômbia até a Terra do Fogo e nas ilhas Malvinas. No Brasil, ocorre principalmente na Região Sul.
- Anas georgica niceforoi (Wetmore & Borrero, 1946) - ocorria no centro da Colômbia, foi descrita em 1946 e considerada extinta em 1956.